# Галкин, Лев Фёдорович
Лев Федорович Га́лкин (15 (28) февраля 1908, Гари, Дмитровский уезд, Московская губерния — 21 декабря 1961, Хабаровск) — сотрудник советских органов безопасности, генерал-майор, народный комиссар/министр госбезопасности Туркменской ССР (1945—1950).

## Биография
Родился 15 (28) февраля 1908 года в селе Гарях Гарской волости Дмитровского уезда Московской губернии в семье крестьян Фёдора Николаевича и Марьи Михайловны Галкиных, переселенцев из деревни Сафроновой Славковской волости Кашинского уезда Тверской губернии. По национальности — русский. Крещён в день рождения. 
В 1925 году окончил школу в городе Корчеве Тверской губернии, позже работал на заводах. С апреля 1927 — член ВКП(б), в 1932 году закончил 2 курса вечернего факультета Московского химико-технологического института им. Д. И. Менделеева, работал в московском научно-исследовательском центре, потом был лаборантом на фабрике химчистки.
С марта 1932 до марта 1933 — слушатель Центральной Школы ОГПУ СССР, с марта 1933 по март 1937 помощник уполномоченного 3-го и 4-го отделения и уполномоченный 5-го оперативного отдела Экономического управления ОГПУ при Совете Народных Комиссаров СССР/Экономического Отдела Главного Управления Государственной Безопасности, с 11 декабря 1935 — младший лейтенант государственной безопасности.
С марта 1937 по декабрь 1938 — уполномоченный 14-го оперативного отдела 3-го Главного Управления Государственной Безопасности, с 8 апреля 1938 г. — лейтенант госбезопасности, с декабря 1938 по февраль 1941 года — заместитель начальника Управления НКВД Вологодской области, с 17 января 1939 года — старший лейтенант, с 9 мая 1940 года — капитан госбезопасности.
С 26 февраля 1941 по 7 мая 1943 года — начальник Управления НКВД по Вологодской области, 6 сентября 1941 года получил звание майора государственной безопасности, с 7 мая 1943 по 10 февраля 1945 начальник Управления НКГБ Вологодской области, 14 февраля 1943 года получил звание полковника, с февраля 1945 года по август 1950 года — народный комиссар/министр госбезопасности Туркменской ССР. Депутат Верховного Совета СССР 3 созыва.
С 16 августа 1950 по 10 марта 1952 — начальник Управления МГБ Курской области, с 10 марта 1952 по 16 марта 1953 — начальник Управления МГБ Хабаровского края, с 16 марта 1953 года по 27 марта 1954 года — начальник Управления МВД Хабаровского края, с 27 марта 1954 года до конца жизни — начальник Управления КГБ Хабаровского края. 14 января 1956 года присвоено звание генерал-майор. Умер 21 декабря 1961 года в Хабаровске.

## Награды
- Орден Ленина (28 января 1950)
- Орден Красного Знамени (5 ноября 1954)
- Орден трудового Красного Знамени (17 апреля 1947)
- Орден Отечественной Войны I класса (21 апреля 1945)
- Орден Красной Звезды (дважды — 20 сентября 1943 года и 21 мая 1947)
- Знак «Почетный Сотрудник ЧК/ГПУ (XV)» (9 мая 1938)
- Знак «Заслуженный Сотрудник Безопасности» (23 декабря 1957)

и 7 медалей.